# Torre de Cal Casas
La Torre de Cal Casas es un casa de la colònia homònima de Puig-reig (Berguedà), inclosa a l'Inventari del Patrimoni Arquitectònic de Catalunya.

## Història
Va ser construïda a principis del segle xx pel propietari Llorenç Pons i Mata com a residència del director de la fàbrica.
La fàbrica de filats va tancar les portes el 1968, i la torre quedà habitada els caps de setmana pels antics directors, fins que pel desembre del 1981, uns nous propietaris condicionaren la fàbrica i, de moment, resta deshabitada.

## Descripció
Edifici de planta gairebé quadrada, amb coberta de doble vessant i el carener paral·lel a la façana principal. Amb un gran predomini de finestres, balcons i portes sobre l'estructura massissa, de l'edifici. Els materials bàsics són la pedra i el maó, amb decoració amb obra vista i rajola.